# Raionul Antono-Codincevo, județul Odesa
Raionul Antono-Codincevo a fost unul din cele patru raioane ale județului Odesa din Guvernământul Transnistriei între 1941 și 1945.